# Maxine Waters
Maxine Waters, nata Moore Carr (St. Louis, 15 agosto 1938), è una politica statunitense, membro della Camera dei Rappresentanti per lo stato della California dal 1991.
Membro del Partito Democratico, Waters è al suo quindicesimo mandato alla Camera. È la più anziana delle 12 donne nere in servizio al Congresso e ha presieduto il Congressional Black Caucus dal 1997 al 1999.  È il secondo membro più anziano della delegazione del Congresso della California, dopo Nancy Pelosi. Presiede il comitato per i servizi finanziari della Camera.
Prima di diventare rappresentante degli Stati Uniti, Waters ha fatto parte dell'Assemblea statale della California, dove è stata eletta per la prima volta nel 1976. In qualità di membro dell'assemblea, ha sostenuto il disinvestimento dal regime di apartheid del Sudafrica. Al Congresso, è stata una schietta oppositrice della guerra in Iraq e ha criticato aspramente i presidenti George H.W. Bush, George W. Bush, Barack Obama e Donald Trump.
Waters è stata inclusa nelle 100 persone più influenti del 2018 dalla rivista Time.

## Biografia
Waters è nata nel 1938 a St. Louis, Missouri, figlia di Remus Carr e Velma Lee (nata Moore). Quinta di 13 figli, è stata cresciuta dalla madre single dopo che suo padre ha lasciato la famiglia quando Maxine aveva due anni. Si è diplomata alla Vashon High School di St. Louis prima di trasferirsi con la famiglia a Los Angeles nel 1961. Ha lavorato in una fabbrica di abbigliamento e come operatrice telefonica prima di essere assunta come assistente insegnante con il programma Head Start a Watts nel 1966.  Successivamente Waters si iscrisse al Los Angeles State College (ora California State University, Los Angeles), dove ha conseguito una laurea in sociologia nel 1971.

### Gli inizi della carriera politica
Nel 1973, Waters è andata a lavorare come vice capo del consigliere comunale David S. Cunningham Jr. È stata eletta all'Assemblea dello Stato della California nel 1976. Nell'Assemblea, ha lavorato per la cessione dei fondi pensione statali da qualsiasi attività attiva nel Sudafrica, un paese che allora operava sotto la politica dell'apartheid, e aiutò a far passare la legislazione secondo le linee guida dei Principi Sullivan della campagna di disinvestimento.  È diventata in quel periodo presidente del Caucus democratico per l'Assemblea.

## Camera dei rappresentanti degli Stati Uniti

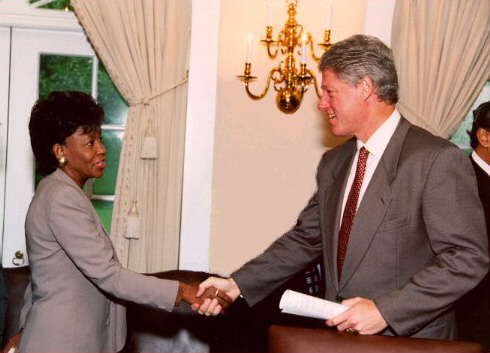
Waters saluta il Presidente Bill Clinton nel 1994

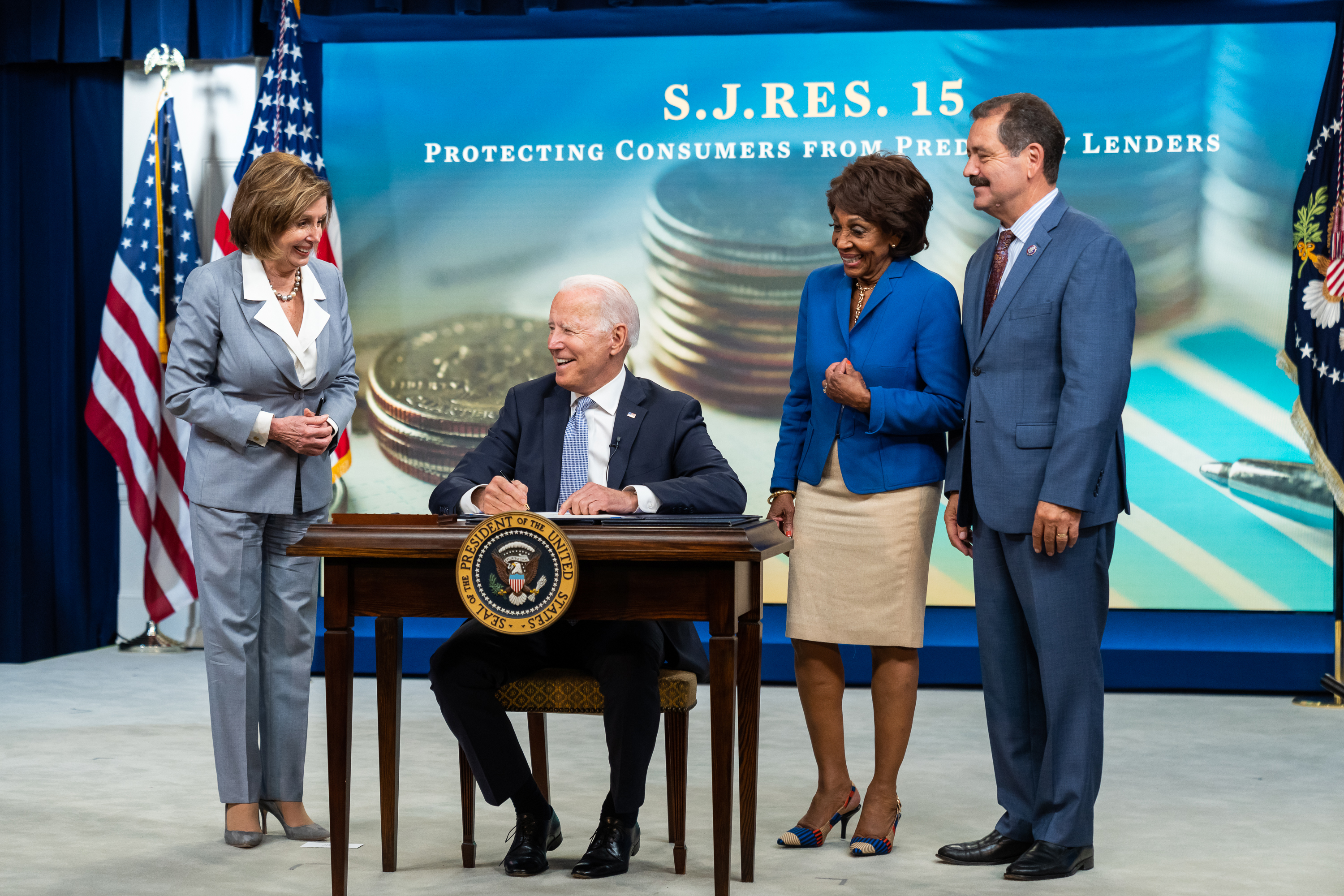
Waters osserva mentre il Presidente Joe Biden firma le fatture per il metano e per le pari opportunità di lavoro nel 2021

Dopo il ritiro di Augustus F. Hawkins nel 1990, Waters è stata eletta alla Camera dei rappresentanti degli Stati Uniti per il 29º distretto congressuale della California con oltre il 79% dei voti. È stata rieletta costantemente da questo distretto, rinumerato come 35º distretto nel 1992 e come 43° nel 2012, con almeno il 70% dei voti. Waters ha rappresentato gran parte del centro-sud di Los Angeles e le comunità costiere di Westchester e Playa Del Rey, così come le città di Torrance, Gardena, Hawthorne, Inglewood e Lawndale.
Il 29 luglio 1994, Waters è arrivata all'attenzione del pubblico quando ha ripetutamente interrotto un discorso del rappresentante Peter King. Carrie Meek, che presiedeva la sessione, ha definito il suo comportamento "indisciplinato e turbolento". Alla fine Waters fu sospesa dalla Camera per il resto della giornata. Il conflitto con King era nato il giorno precedente, quando entrambi erano stati presenti a un'udienza della House Banking Committee sulla controversia Whitewater. Waters aveva ritenuto che l'interrogatorio di King a Maggie Williams (il capo dello staff di Hillary Clinton) fosse stato troppo duro.
Waters ha presieduto il Congressional Black Caucus dal 1997 al 1998. Nel 2005, ha testimoniato alle udienze del Comitato della Camera degli Stati Uniti per l'istruzione e la forza lavoro su "Applicazione delle leggi antifrode federali nell'istruzione a scopo di lucro", evidenziando l'American College of Medical Technology come "scuola problematica" nel suo distretto. Nel 2006, è stata coinvolta nel dibattito sul King Drew Medical Center. Ha criticato la copertura mediatica dell'ospedale e ha chiesto alla Commissione federale per le comunicazioni (FCC) di negare una rinuncia al divieto di proprietà incrociata, e quindi il rinnovo della licenza per KTLA-TV, una stazione di proprietà del Los Angeles Times. Disse: "Il Los Angeles Times ha avuto un effetto eccessivo sull'opinione pubblica e ha usato la rete televisiva per danneggiare la comunità locale in casi specifici". Ha chiesto alla FCC di costringere il giornale a vendere la sua stazione o a rischiare di perdere i diritti di trasmissione di quella stazione.  Secondo Broadcasting & Cable, le sfide hanno sollevato "lo spettro di costose battaglie legali per difendere la proprietà delle stazioni...". La petizione di Waters non ebbe successo.

## Posizioni politiche
Nel 1996 in seguito ad un articolo del San José Mercury, che lasciava intendere una complicità della CIA nell'epidemia del crack degli anni ottanta, la Waters chiese l'apertura di un'inchiesta, che non fu mai intrapresa a causa dello scarso numero di prove. La Waters si è schierata contro il colpo di Stato ad Haiti nel 2004 ed ha criticato il coinvolgimento degli Stati Uniti. In seguito si è schierata contro il conflitto in Iraq. Sempre nel 2004 è stata accusata di corruzione, ma si è sempre difesa dalle accuse.